# Michaił Biezborodow
Michaił Siergiejewicz Biezborodow (Михаил Сергеевич Безбородов); ur. 5 listopada 1901 we wsi Niekrasicha (Некрасиха) w guberni włodzimierskiej, zm. ?) – pułkownik, oficer radzieckich organów bezpieczeństwa, starszy doradca MWD/MBP ZSRR przy MBP PRL.

## Życiorys
Urodził się w rodzinie stolarza (ojciec umarł w 1919). Rosjanin. Wykształcenie: szkoła wiejska w miejscowości Niekrasicha (1913). Następnie pracował jako posłaniec w przedsiębiorstwie handlu hurtowego galanterią Bracia Zołotych i Fiodorow (Братья Золотых и Федоров) w Moskwie (1918) i komiwojażer w przedsiębiorstwie Centrtiekstila (Центртекстиля) w Мoskwie (1918).
W RKKA: żołnierz 44 Robotniczego Pułku Rezerwowego, kursant dowódczych kursów artylerii ciężkiej w Moskwie (1918–1920); operator łączności dywizjonu artylerii ciężkiej 28 dywizji strzeleckiej 11 Armii Frontu Kaukaskiego (1920); dowódca rozpoznania dywizjonu artylerii 28 dywizji 11 Armii w płn. Iranie (1920); na leczeniu w szpitalu w Taganrogu (1920); pracownik magazynu artylerii Moskiewskiego Okręgu Wojskowego (1920–1923).
W okresie 1923–1924 nie pracował; pracownik techniczny wystawy rolniczej, statystyk oddziału statystycznego KC RPK(b), Rosyjskiej Partii Komunistycznej (bolszewików) (1924).
W organach OGPU-NKWD-Smiersz-MGB-MWD: funkcjonariusz operacyjny OGPU ZSRR (1924–1929); funkcjonariusz oddziału specjalnego OGPU–NKWD Мoskiewskiego Okręgu Wojskowego (1929–1934); zastępca naczelnika oddziału specjalnego NKWD 5 Korpusu Zmechanizowanego, naczelnik oddziału specjalnego NKWD 14 Brygady Zmechanizowanej w Naro-Forminsku (Наро-Фоминск) (1934–1937); naczelnik 7 sekcji 5 Wydziału Zarządu Bezpieczeństwa Państwowego Zarządu NKWD obwodu moskiewskiego (1937–1938); naczelnik oddziału specjalnego 2 Zarządu NKWD ZSRR (1938); naczelnik oddziału specjalnego NKWD jed. numer 8285 Narodowego Komisariatu Obrony z siedzibą w Ałma-Acie, która miała za zadanie transport sprzętu wojskowego dla sił komunistycznych w Chinach (na trasie 2925 km) (1938–1941); zastępca naczelnika 1 sekcji 4 Wydz. Głównego Zarządu NKWD ZSRR (1941); naczelnik 1 sekcji 1 Wydziału 3 Zarządu NKO ZSRR (1941); naczelnik 1 sekcji 5 Wydz. Zarządu Spraw Specjalnych NKWD ZSRR (1941–1942); naczelnik 2 sekcji 5 Wydz. Zarządu Spraw Specjalnych NKWD ZSRR (1942–1943); naczelnik 5 sekcji 1 Wydz. Głównego Zarządu Kontrwywiadu Smiersz (1943–1946); z wyjazdami do Polski, m.in. do Lublina i Warszawy (1944–1946); naczelnik 2 sekcji 3 Głównego Zarządu MGB ZSRR (1946–1947); naczelnik Zarządu MGB obwodu archangielskiego (1947–1950); koordynator wszystkich organów bezpieczeństwa publicznego MGB ZSRR obwodu archangielskiego (od 1948); doradca MGB–MWD przy MBP PRL (1950–1953); w 1953 w rezerwie Zarządu Kadr MSW ZSRR, zwolniony „za fakty dyskredytacji” i przeszedł na emeryturę. Mieszkał w Моskwie.
Stopnie: lejtnant BP (1936), starszy lejtnant BP, kapitan BP (1939), komisarz pułku (1941), pułkownik BP (1943).
W Partii Komunistycznej w okresie 1919–1920, z której usunięto go za utratę legitymacji, następnie od 1931.

## Odznaczenia
- Order Lenina (30 kwietnia 1945)
- Order Czerwonego Sztandaru (trzykrotnie - 18 września 1943, 3 listopada 1944 i 24 listopada 1950)
- Order Wojny Ojczyźnianej I klasy (25 marca 1945)
- Order Wojny Ojczyźnianej II klasy (16 września 1945)
- Order Czerwonej Gwiazdy (13 września 1945)
- Odznaka „Honorowy Funkcjonariusz Czeki/GPU (XV)” (9 maja 1938)

Otrzymał także 4 medale.